# Demonax macilentoides
Demonax macilentoides är en skalbaggsart som beskrevs av Dauber 2003. Demonax macilentoides ingår i släktet Demonax och familjen långhorningar. Inga underarter finns listade i Catalogue of Life.